# Roma in Ungarn
Roma (ungarisch: magyarországi romák oder magyarországi cigányok) bilden die größte ethnische Minderheit in Ungarn. Nach der Volkszählung von 2001 leben 205.720 Roma in Ungarn; das sind rund zwei Prozent der Gesamtbevölkerung.

## Bevölkerung

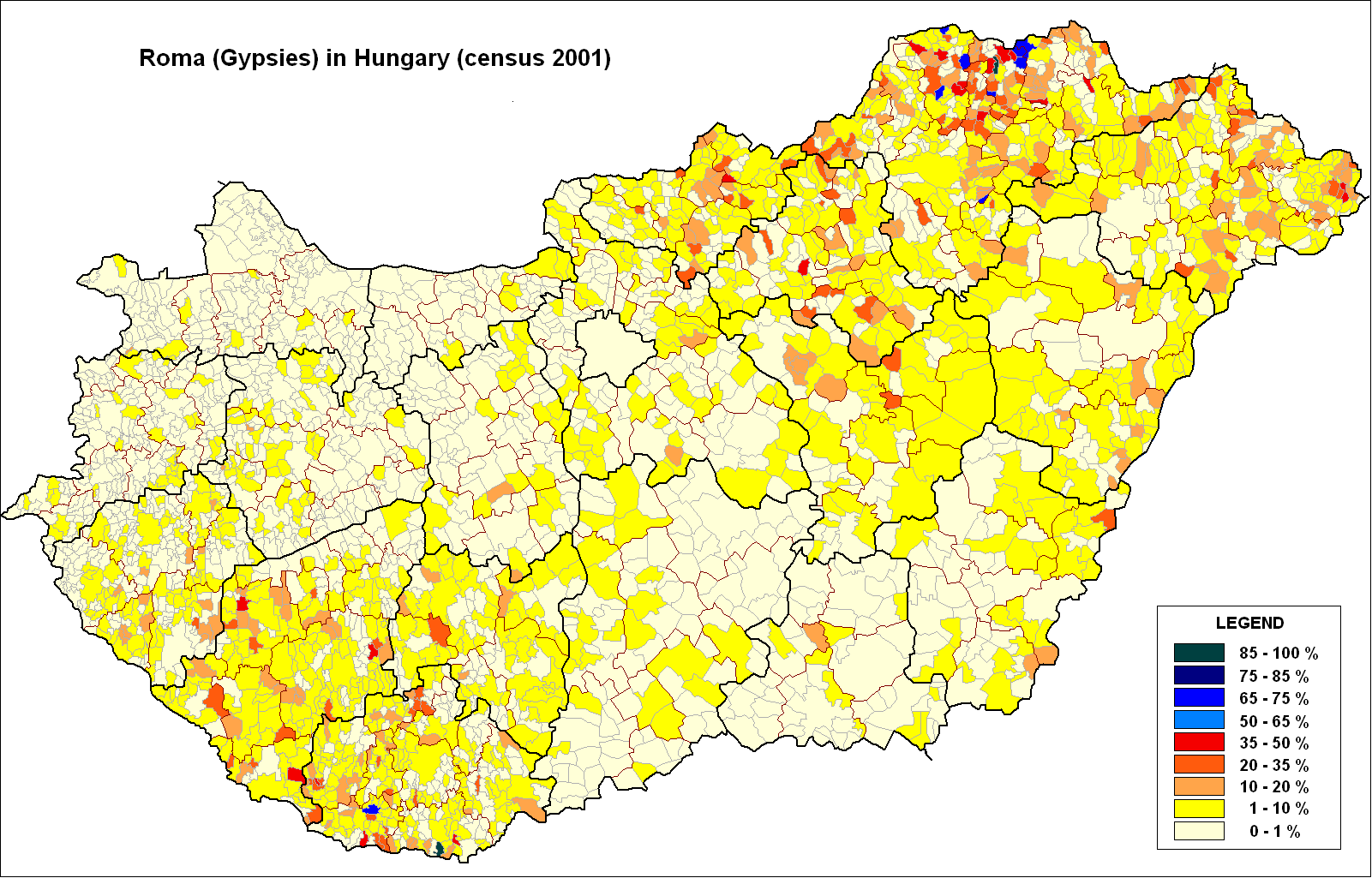
Anteile an Roma in den Gemeinden Ungarns (laut Volkszählung 2001)

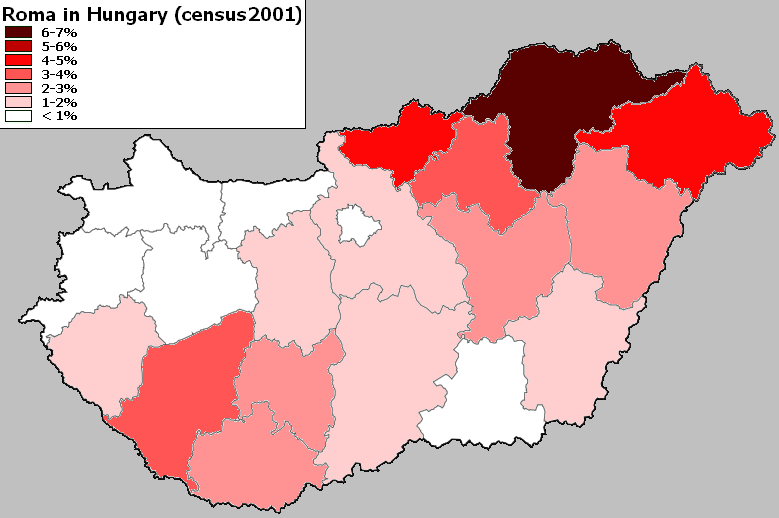
Anteile an Roma in den Komitaten Ungarns (laut Volkszählung 2001)

Der prozentuale Anteil an Roma in der ungarischen Bevölkerung ist umstritten. Während sich in der Volkszählung von 2001 ca. 2 % als Roma oder „Zigeuner“ bezeichneten, ging die ungarische Regierung 2006 in einem Bericht an den UN-Ausschuss über wirtschaftliche, soziale und kulturelle Rechte von 450.000 bis 600.000 Personen aus. Andere Schätzungen gehen gar von bis zu einer Million Roma aus. Das European Roma Rights Centre begründet die unterschiedlichen Zahlen etwa damit, dass viele Roma sich aufgrund von Stigmatisierung und Scham nicht offiziell als solche bezeichnen wollen.
Im Gegensatz zur sinkenden Gesamtbevölkerung Ungarns nimmt die Anzahl an Roma zu. Bis 2050 soll sich der Anteil der Roma nach demographischen Schätzungen der Regierung verdoppelt haben.
Die meisten Roma leben in den nordöstlichen Komitaten Borsod-Abaúj-Zemplén (45.525 laut Volkszählung 2001) und Szabolcs-Szatmár-Bereg (25.612). Es gibt grenzüberschreitend vor allem in die Südslowakei und ins Burgenland (vgl. Burgenlandroma) im Osten Österreichs historische und kulturelle Verbindungen zwischen Roma-Gruppen.

## Sprache
Die meisten Roma in Ungarn sind sprachlich assimiliert und sprechen Ungarisch als Muttersprache. Bei der Volkszählung von 2001 gaben nur rund 26 % (52.075) der 205.720 Personen, die sich als Roma bezeichneten, Romani als Umgangssprache an.
Rund 70 % der Romanisprecher in Ungarn zählen zu den alteingesessenen Romungrók, die seit dem 15. Jahrhundert im heutigen Ungarn leben, und sprechen einen der beiden traditionellen Dialekte mit vielen ungarischen Elementen, das Romungro-Romani oder das Vend-Romani. Die nahen historischen und kulturellen Verbindungen zu Roma-Gruppen vor allem in der Südslowakei und im Burgenland im Osten Österreichs (vgl. Burgenlandroma) schlagen sich auch in der sprachlichen Nähe der jeweiligen Romani-Dialekte nieder.
Die Oláh-Roma, die im 19. und 20. Jahrhundert aus Gegenden an der Moldau im heutigen Tschechien nach Ungarn kamen, machen ca. 20 bis 22 % der Roma in Ungarn aus und sprechen den Lovari-Dialekt. Als Bergarbeiter (Beás) migrierten gegen Ende des 19. Jahrhunderts Roma aus Rumänien, die heute ein archaisches Rumänisch sprechen. Sie bilden 8 bis 10 % der ungarischen Roma.

## Geschichte
Die ersten Roma wanderten im 15. Jahrhundert während der von 1387 bis 1437 andauernden Herrschaft von Sigismund von Luxemburg aus Siebenbürgen in das Gebiet des heutigen Ungarns ein. Neben handwerklichen Fähigkeiten in der Metall- und Holzproduktion sowie in der Waffenreparatur während der Türkenkriege wurden die Roma vor allem wegen ihrer Musik geschätzt: Bei seiner Hochzeit mit Beatrix von Aragón stellte der König Matthias Corvinus (1443–1490) „Zigeunermusiker“ an. Vor allem im Vergleich zu anderen Regionen Europas galten die Roma in Ungarn über Jahrhunderte als gesellschaftlich gut angesehen.
Spätestens ab dem 19. Jahrhundert wurden Roma diskriminiert, verfolgt und zwangsumgesiedelt. Während der deutschen Besetzung Ungarns im Zweiten Weltkrieg wurden zwischen Juli 1944 und März 1945 bis zu 30.000 Roma in nationalsozialistische Konzentrationslager deportiert, wobei nur 4.000 zurückkehrten.
Im sozialistischen Nachkriegsungarn wurden die allermeisten Roma im Rahmen der wirtschaftlichen Entwicklung in den Arbeitsmarkt integriert. Anfang der 1980er Jahre arbeiteten 85 % der männlichen und ungefähr 45 % der weiblichen Roma. Der Niedergang der sozialistischen Wirtschaft in den 1980er Jahren bis zur Demokratisierung ab 1989 traf Roma aufgrund niedrigerer schulischer Bildung und Qualifikation mehr als die Gesamtbevölkerung. Während am Tiefpunkt der wirtschaftlichen Krise in den 1990er Jahren nur 29 % der Männer und 15 % der Frauen beschäftigt waren, waren es in der Gesamtbevölkerung 64 % der Männer und 66 % der Frauen.
1993 wurden die Roma als ethnische Minderheit anerkannt.

## Aktuelle Situation
Die Arbeitslosigkeit ist bei den Roma weit höher als im ungarischen Durchschnitt. Der niedrigere Bildungsstandard, Wohnsitze in oft wirtschaftlich schwächeren Gegenden sowie Diskriminierung am Arbeitsmarkt werden als Gründe hierfür angesehen.

### Bildung
Nach wie vor ist der Bildungsstandard unter Roma weit niedriger als beim Rest der Bevölkerung. Die Kinder aus 25 % der Roma-Familien Ungarns verfehlen den Abschluss der Pflichtschulbildung. Die besuchten Schulen sind oft sozial segregiert. Aufgrund mangelnder Leistung werden viele Kinder in Sonderschulen unterrichtet, viele werden fälschlicherweise als geistig behindert eingestuft.
In Pécs wurde 1992 mit dem Gandhi-Gymnasium das europaweit einzige Gymnasium speziell für Roma gegründet.

### Diskriminierung und Gewalt
Diskriminierung von Roma (Antiziganismus) ist weit verbreitet. Melani Barlai schreibt: „Vorurteile der Mehrheitsgesellschaft ergeben sich aus dem niedrigen Bildungsstand, aus hohen Kriminalitäts- wie Geburtenraten, aus Alkoholproblemen, aus häufig katastrophalen gesundheitlichen und hygienischen Zuständen, aus partieller Arbeitsunwilligkeit und durch ein Leben am gesellschaftlichen Rand als Folge der sozialen Exklusion.“
„Zigeunerkriminalität“ (cigánybűnözés) wurde im Laufe der 2000er Jahre zunehmend zu einem wichtigen Schlagwort im politischen Diskurs. Roma stellen etwa ein Feindbild der 2003 gegründeten rechtspopulistischen Partei Jobbik dar. Die aus der Partei hervorgegangene, paramilitärische Bewegung Magyar Gárda (Ungarische Garde) veranstaltete ab ihrer Gründung im Sommer 2007 gegen die Minderheit gerichtete Märsche in Gemeinden mit hohem Roma-Anteil.
Bei einer Serie von Gewalttaten an Roma 2008 und 2009 ermordeten Rechtsextremisten sechs Menschen und gefährdeten insgesamt 55. Die Täter konnten erst nach zahlreichen Ermittlungspannen der Behörden gefasst werden. Drei Haupttäter wurden nach einem mehr als zweieinhalbjährigen Prozess im August 2013 in Budapest erstinstanzlich zu lebenslangen Haftstrafen verurteilt. Kritiker bemängelten, dass die politische Motivation der Angeklagten und die Mitverantwortung der Behörden durch die Pannen ausgeklammert worden seien. Der Spielfilm Csak a szél des ungarischen Regisseurs Benedek Fliegauf, der etwa bei der Berlinale 2012 ausgezeichnet wurde, behandelt diese Gewaltakte. Gezeigt wird der letzte Tag einer Roma-Familie vor deren Ermordung durch Rechtsextremisten.
Die Situation in Ungarn war nach romafeindlichen Aktionen von rechtsextremen Gruppierungen 2011 Gegenstand einer Erklärung der Europäischen Justizkommissarin Viviane Reding.

## Politik
Die Integration und Verbesserung von Lebensbedingungen der Roma wird von der ungarischen Politik vielfach als wichtiges Ziel benannt. Für die ungarischen EU-Ratspräsidentschaft 2011 war die Roma-Politik der Europäischen Union ein Hauptthema. Man arbeitet mit der seit den 1990er Jahren bestehenden Selbstverwaltungsorganisation der Roma zusammen; die Schulen sollen ab dem Schuljahr 2013/2014 allen Kindern die Kultur der Roma nahebringen.
Unter den 22 ungarischen Europaabgeordneten des 7. Europäischen Parlaments sind zwei Roma.

## Bekannte ungarische Roma
- Politiker
  - Lívia Járóka, Politikerin und Mitglied des Europäischen Parlaments
  - Viktória Mohácsi, Politikerin und Mitglied des Europäischen Parlaments
- Musiker
  - János Bihari, Violinist
  - György Cziffra, Pianist
  - Roby Lakatos, Violinist
  - Romano Drom, Roma-Folklore
  - Tony Lakatos, Jazzsaxophonist
  - Aladár Pege, Jazzkontrabassist
  - Ferenc Snétberger, Jazz-Gitarrist
  - Zoltán Farkas und Csaba Farkas, Metalband Ektomorf
- andere Berufe
  - Tamás Jónás, Schriftsteller
  - Tímea Junghaus, Kuratorin
  - Menyhért Lakatos, Schriftsteller
  - Ilona Varga, Schriftstellerin